# Fadunito
Fadunito és una companyia de teatre catalana fundada a Cervera el 2003 pels actors Ivan Alcoba Piera i Ferran Orobitg Anglarill. Realitzen espectacles de teatre de carrer per a tots els públics, la majoria d'ells itinerants i amb intervenció. Des de la seva creació, ha estat a més de 25 països, on ha actuat als festivals i fires més populars d'arreu del món.
És membre de l'Associació Professional de Teatre per a Tots els Públics (TTP) i de l'Associació de Professionals del Circ de Catalunya (APCC) i Asociación Española de Artes de Calle (PATEA).

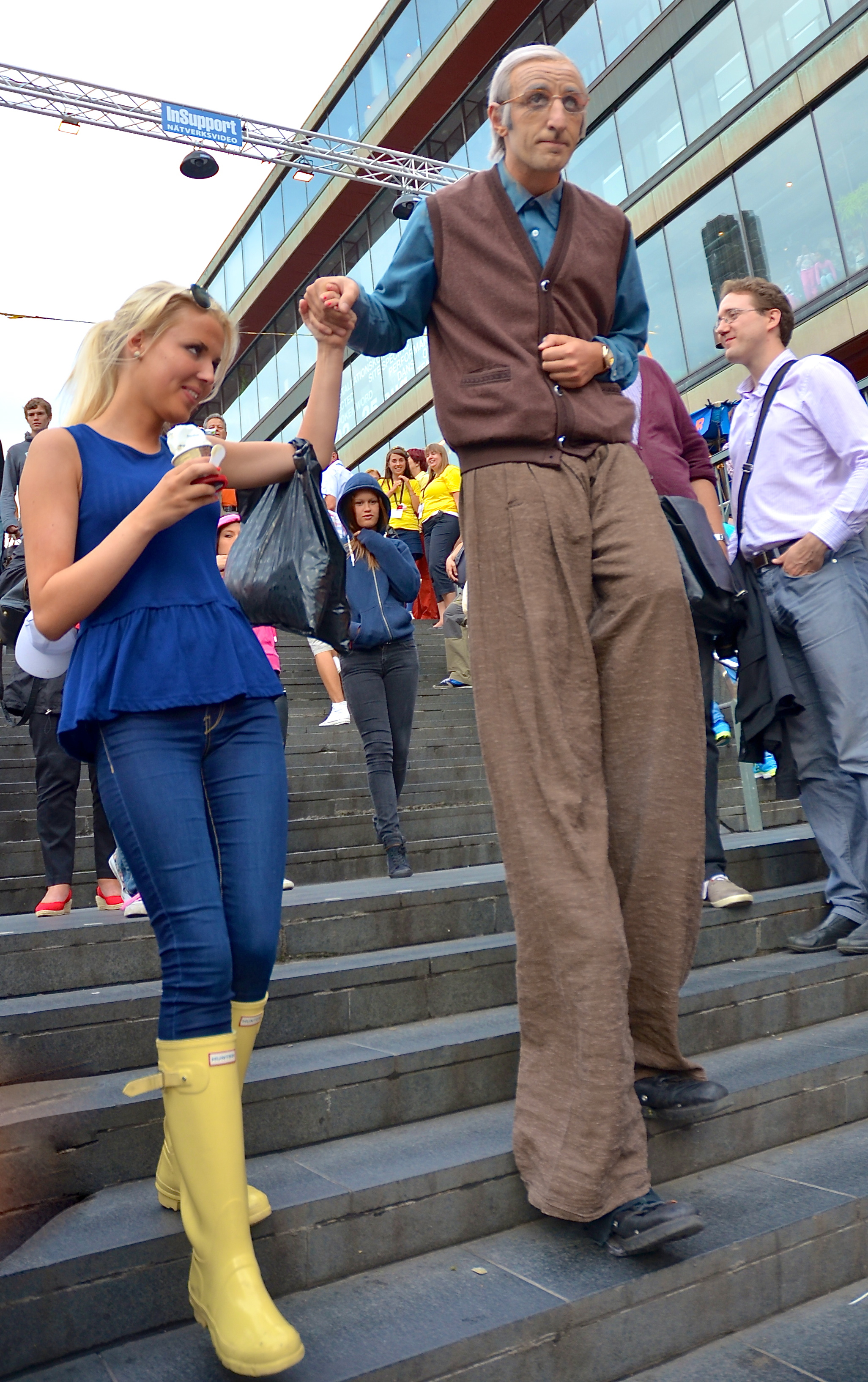
+75, de Fadunito a l'Stockholms Kulturfestival 2012

## Espectacles
- La gran família
- El petit circ
- +75
- Ceci 3.0
- Propers
- Music Box
- Límits[3]
- Babies (coproducció amb la companyia JAM)

## Premis
- Premi de l'Associació de Representants, Promotors i Mànagers de Catalunya (ARC) 2006 al Millor espectacle de teatre de carrer per La gran família.[4]